# Skeda kyrka
Skeda kyrka är en kyrkobyggnad i Linköpings kommun som tillhör Skeda församling i Linköpings stift.

## Kyrkobyggnaden
Den ursprungliga kyrkan i romansk stil uppfördes under 1200-talets första hälft och omnämns i de skriftliga källorna alltsedan 1295. Under 1300-talet förlängdes kyrkan åt väster och västgaveln försågs med ett spetsbågigt fönster med tegelomfattning. Under 1400-talets första hälft uppfördes en sakristia vid norra sidan. Under senmedeltiden breddades kyrkan mot norr och förvandlades till en salkyrka med ett kor av samma bredd som övriga kyrkorummet. Sakristian införlivades i kyrkorummet och ett vapenhus uppfördes vid södra sidan. Under slutet av medeltiden försågs kyrkorummet med valv och blev tvåskeppigt. Kyrktornet  uppfördes på 1750-talet av byggmästaren Petter Frimodig. En genomgripande ombyggnad genomfördes 1794. Då ersattes de medeltida valven med ett sammanhängande tunnvalv av trä och fönstren förstorades. En ny sakristia byggdes till vid norra sidan och ersatte den tidigare inbyggda sakristian medan vapenhuset vid södra sidan revs.
Kalkmålningar från omkring 1300 finns bevarade i kyrkan. Dessa upptäcktes vid en restaurering 1964.
I kyrkans torn hänger två kyrkklockor. De är gjutna år 1695 respektive 1780. 

## Inventarier
- Altaruppsatsen som tillkom vid renoveringen 1794 är ritad av Pehr Hörberg som också har målat altartavlan 1796. Altartavlan skildrar Marias och Elisabets möte. (Lukas 1:40-56)
- Altarring och orgelläktare tillkom 1794.
- Nuvarande predikstol tillverkades 1812 av bildhuggaren Anders Malmström från Norra Vi. Förra predikstolen var från 1683.
- En cuppa  från en dopfunt är från 1200-talet och vilar på ett underrede från 1964. I koret står en dopfunt av huggen kalksten som är inköpt från Vadstena 1701.

### Orgel
- I kyrkan fanns 1683 en regal med klaver.[1]
- Före 1776 fanns en orgel med fyra stämmor. Den var skänk av Jon Jönsson i Skankerstad.[1] Komminister Ericus Podolinus bekostad målningen av orgelverket. Den reparerades 1640 av orgelbyggaren Anders Bruce, Linköping. 1665 gjordes ett ingrepp på orgeln. Orgeln flyttades och renoverades 1682.[2] Den flyttades från koret till västra dörren på ärkebiskop Olof Svebilius bekostnad.[3]
- 1777: Organist och orgelbyggare Lars Strömblad, Ödeshög, byggde en orgel. Orgeln approberades av hovsekreteraren Johan Miklin.[4]
- 1877: Marcussen & Søn byggde en mekanisk orgel med ett tonomfång på 54/27. Den renoverades på 1960-talet av Jacoby Orgelverkstad.

#### Disposition
| Manual I            | Manual II           | Pedal        | Koppel |
| Borduna 16'         | Corno di Basetti 8' | Subbas 16'   | I/P    |
| Principal 8'        | Gedackt 8'          | Gedackt 8'   | I 4'/I |
| Flûte harmonique 8' | Fugara 8'           | Principal 4' | II/I   |
| Oktava 4'           | Flöjt 4'            |              |        |
| Qvinta 3'           | Waldflöjt 2'        |              |        |
| Octava 2'           |                     |              |        |
| Trumpet 8'          |                     |              |        |

### Kororgel
Den nuvarande kororgeln invigdes 2024 och är byggd av Bergenblad och Jonsson Orgelbyggeri AB, Nye.
| Man I. Huvudverk C-g3 | Man II. Svällverk C-g3 | Pedal C-f1 | Koppel  |
| --------------------- | ---------------------- | ---------- | ------- |
| Principal 8'          | Gedackt 8              | Subbas 16' | II/I    |
| Dubbelflöjt 8'        | Salicional 8'          |            | II/P    |
| Octava 4'             | Voix cel. 8'           |            | I/P     |
| Octava 2'             | Spetsflöjt 4'          |            | II16'/I |
| Scharf II             |                        |            |         |
| Cornett III (från g0) |                        |            |         |

## Bildgalleri

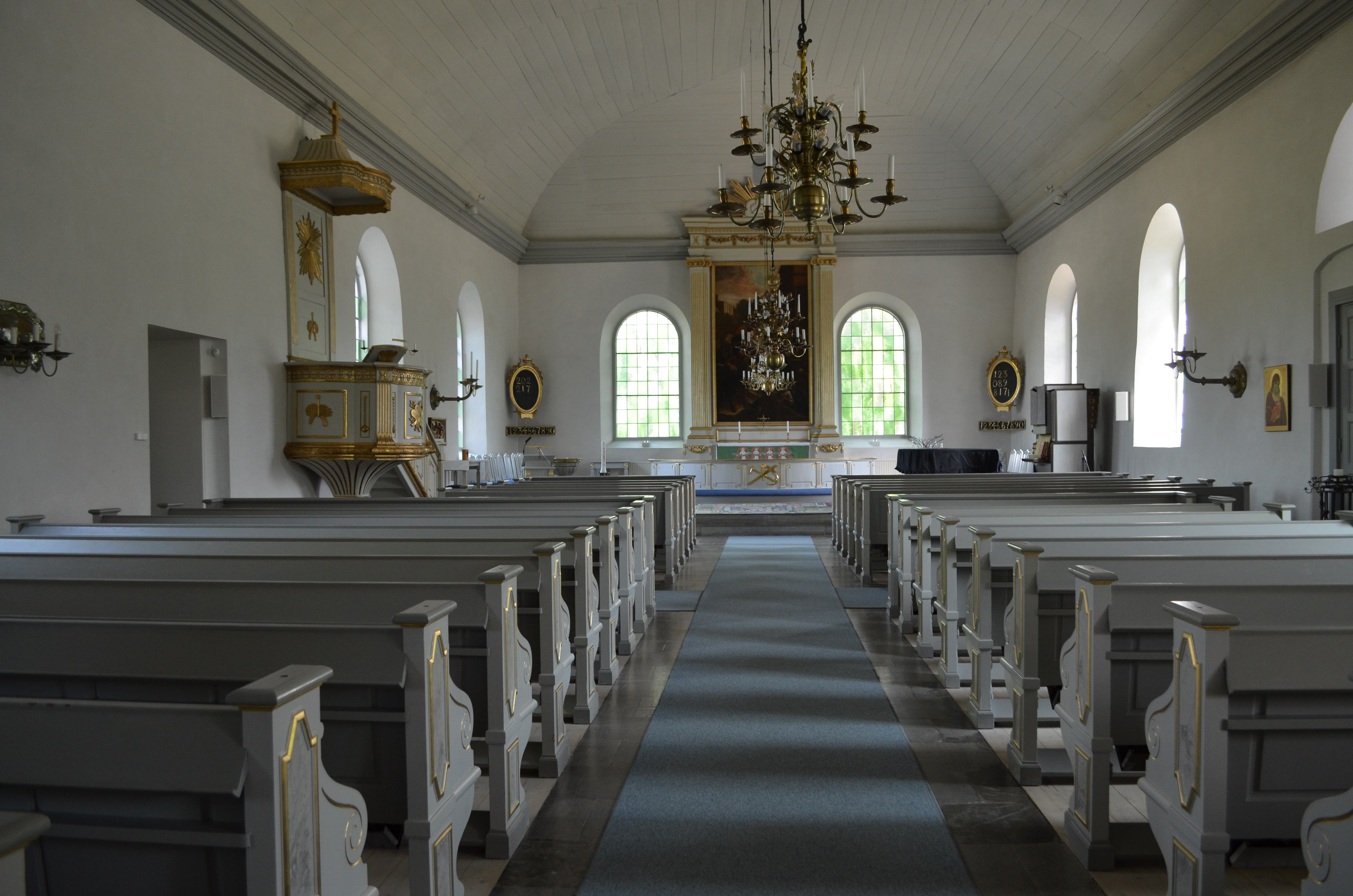
Skeda kyrkas kyrksal
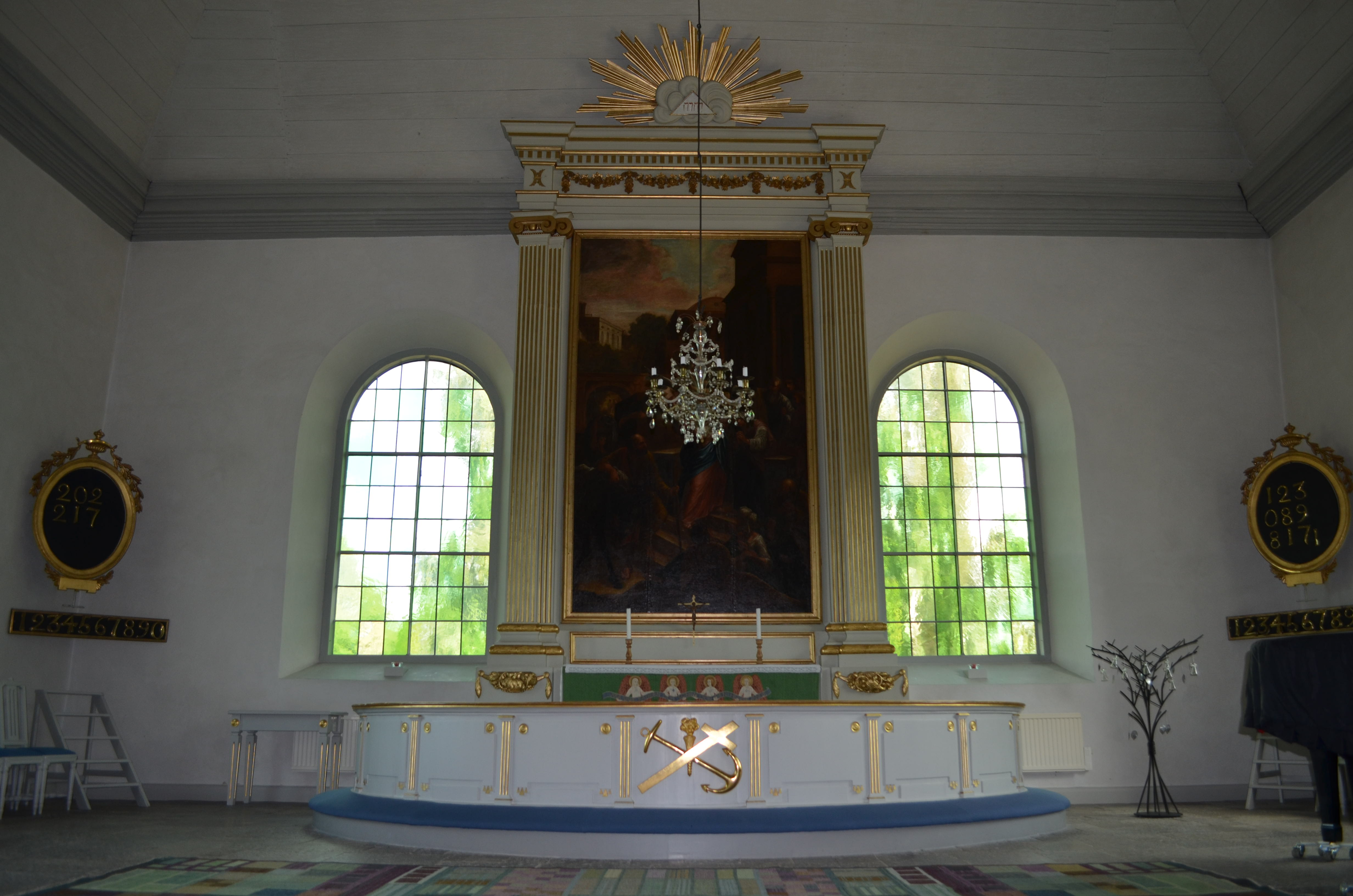
Skeda kyrkas altare
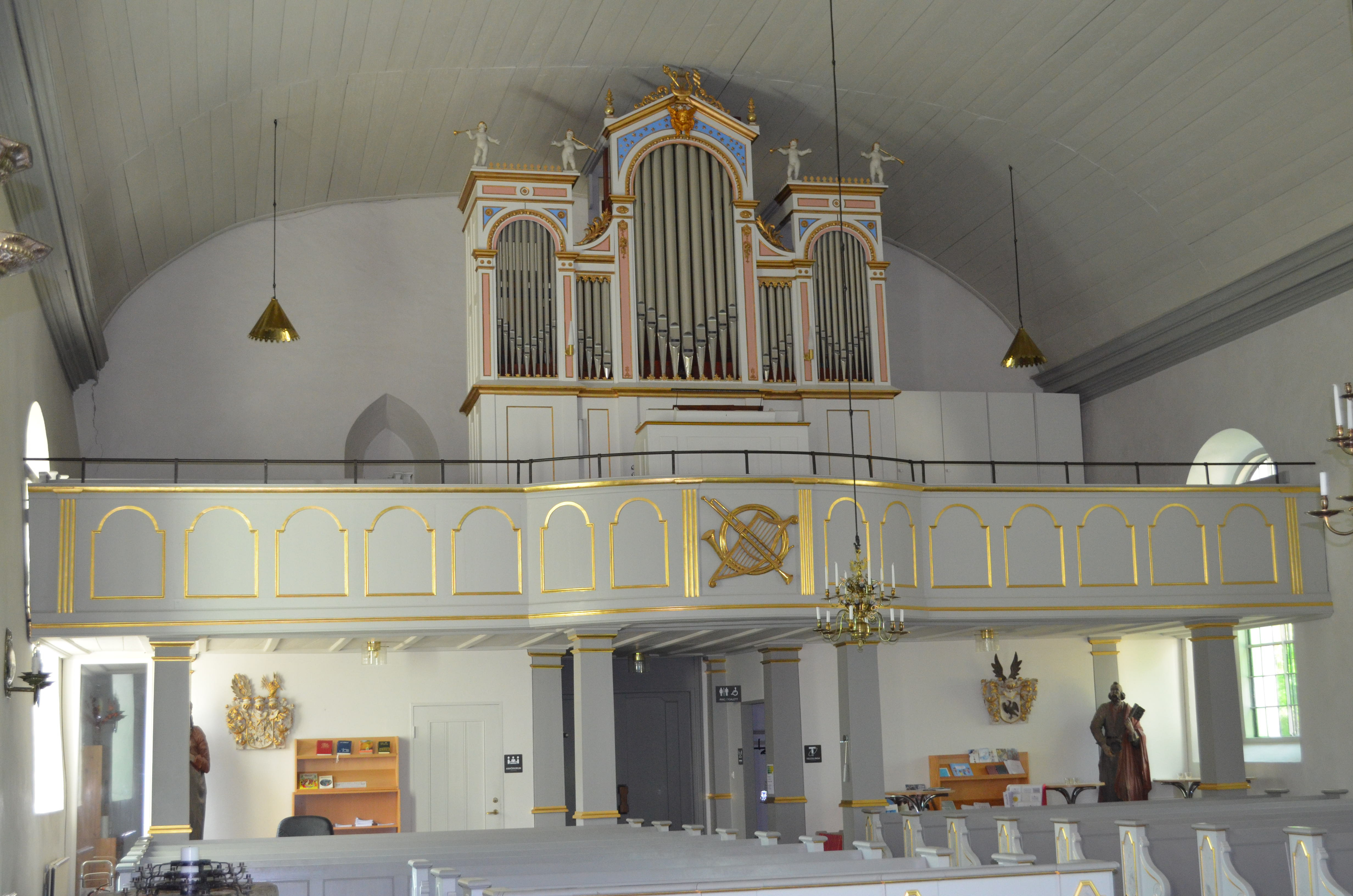
Skeda kyrkas orgelläktare
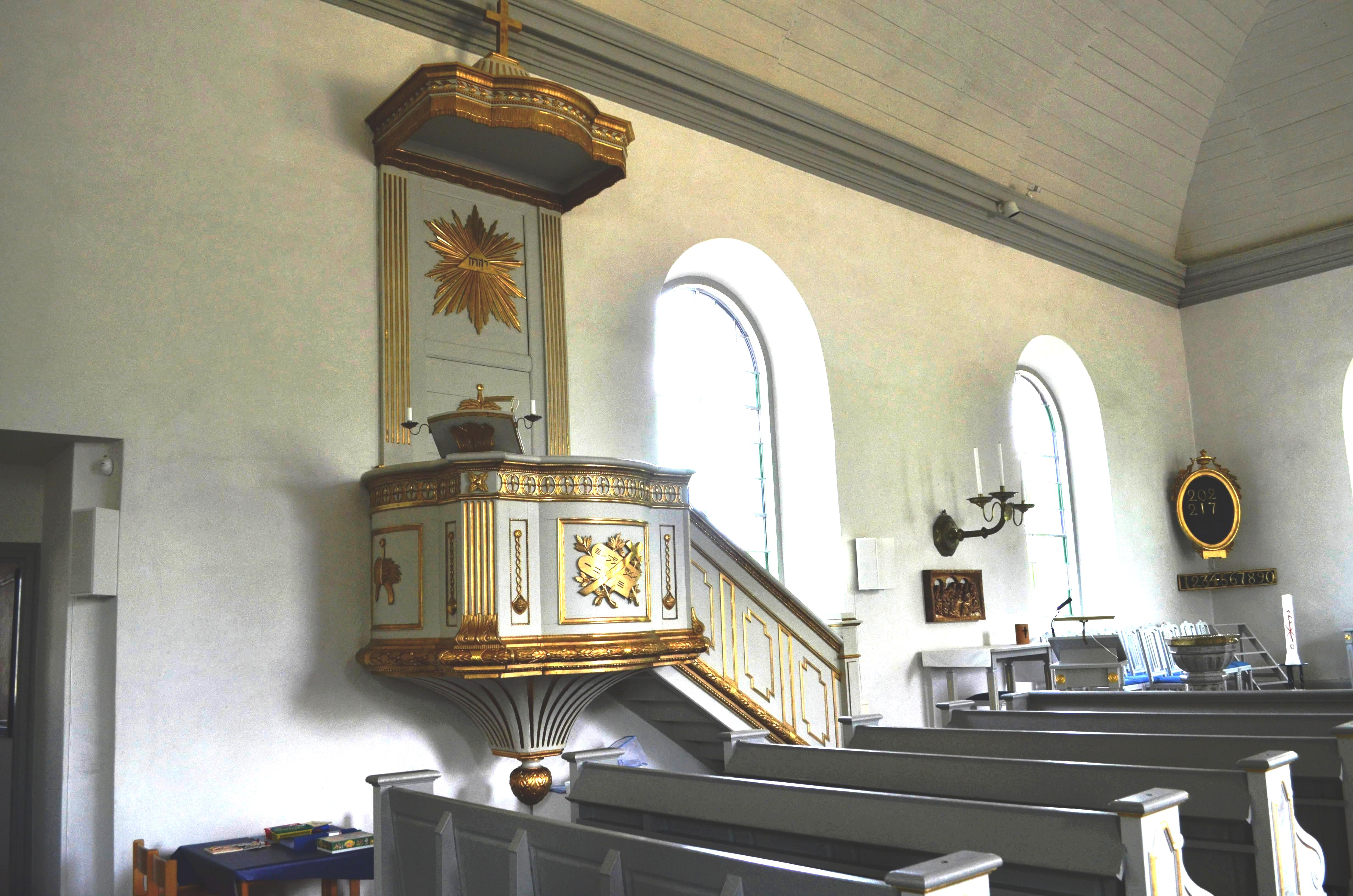
Skeda kyrkas predikstol
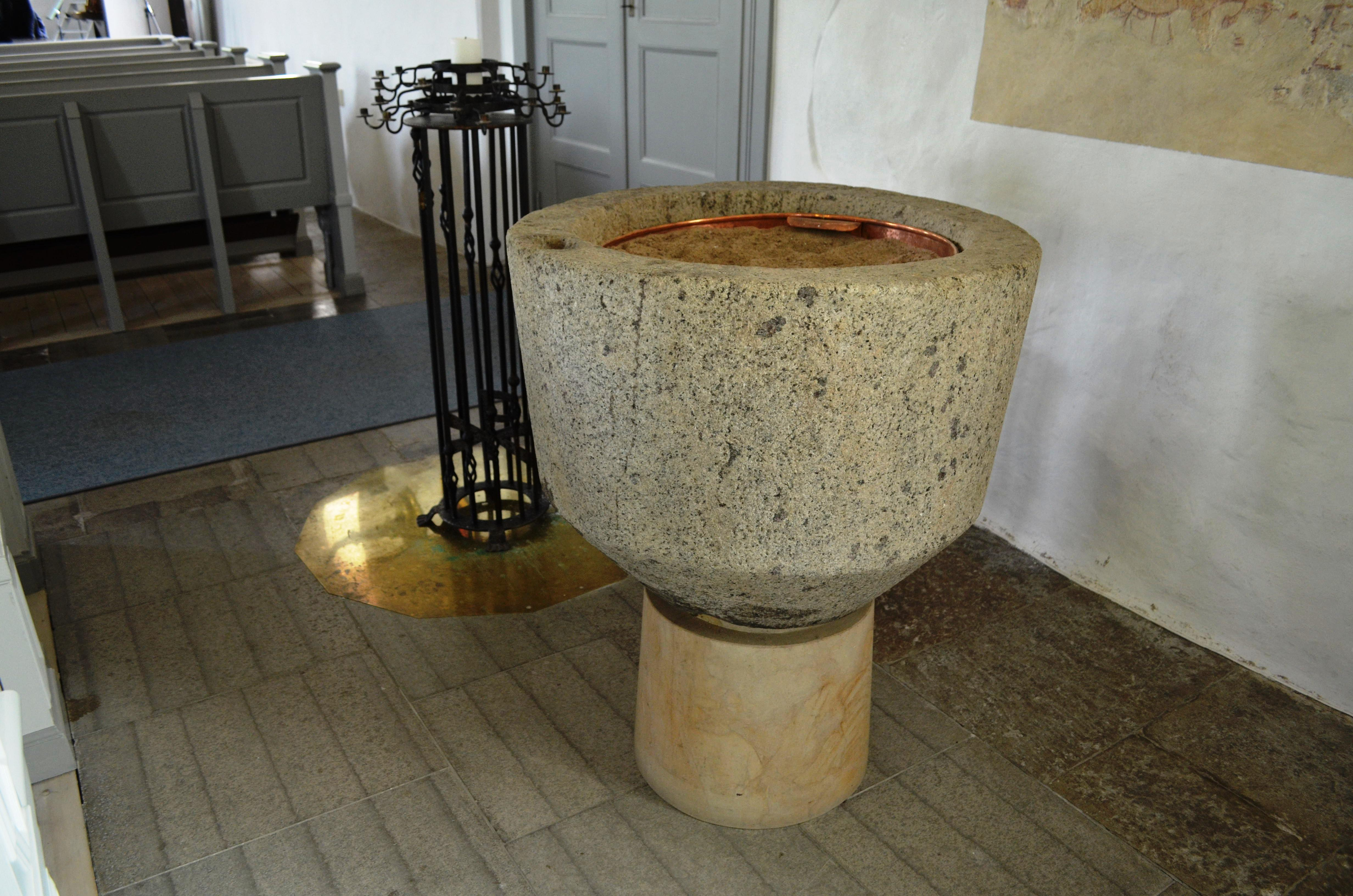
Skeda kyrkas dopfunt
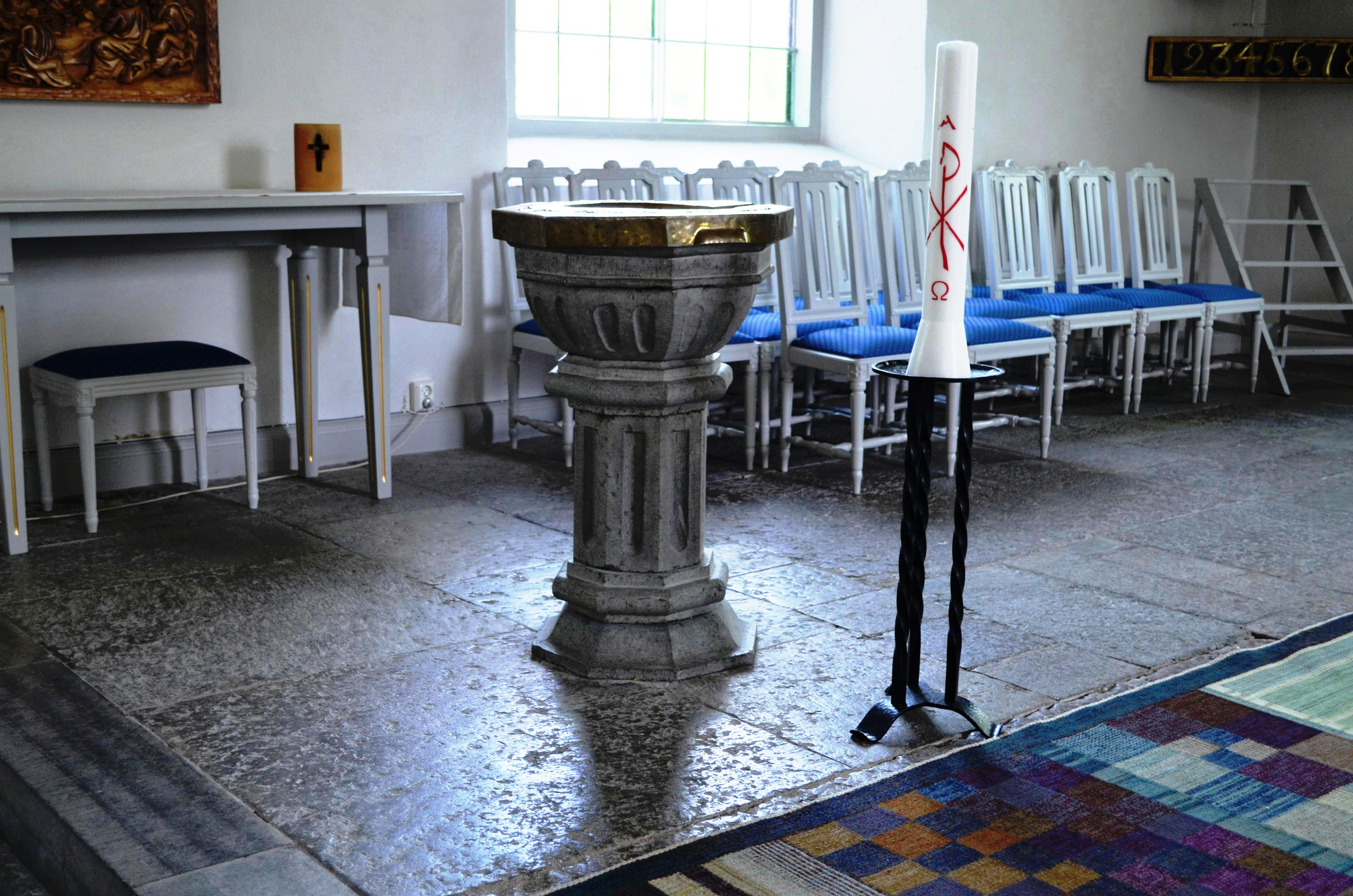
Skeda kyrkas andra dopfunt

### Webbkällor
- Skeda kyrka, Östergötlands länsmuseum
- Slaka-Nykils pastorat

### Fotnoter
1. 1 2  Skeda (E) C:2 (1693-1717) Sida: 14
2. ↑  Skeda (E) KI:1 (1631-1694) Sida: 67, 101, 131
3. ↑  Abr. Hülphers, Historisk Afhandling om Musik och Instrument särdeles om Orgwerks Inrättningen i Allmänhet jemte Kort Beskrifning öfwer Orgwerken i Swerige (1773), s. 266.
4. ↑  Skeda (E) C:3 (1754-1796) Sida: 293, 295

- Wikimedia Commons har media som rör Skeda kyrka.